# Alfred Lipka

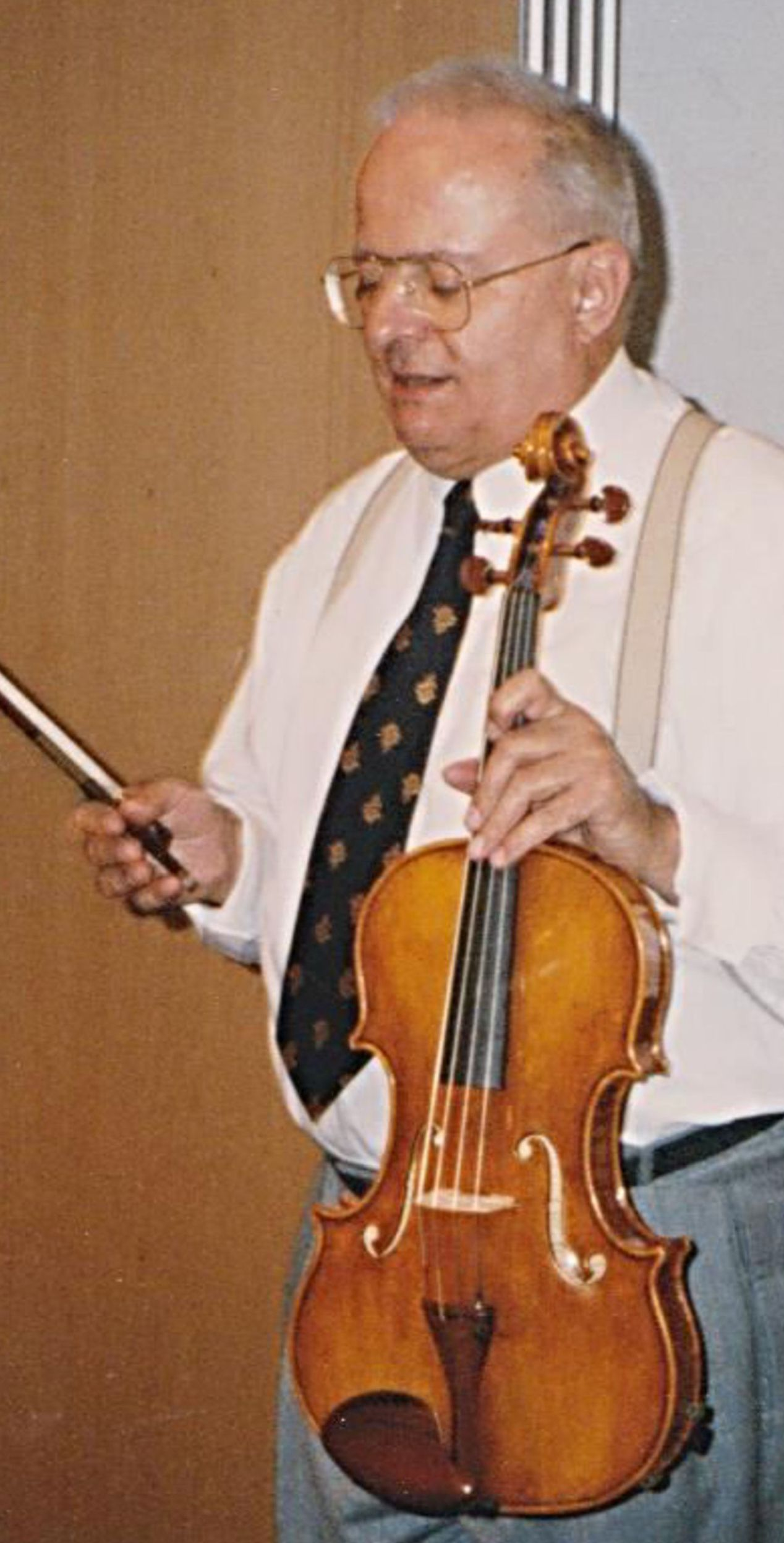
Alfred Lipka 1997

Alfred Lipka (* 21. August 1930 in Střekov bei Aussig; † 12. Juli 2010 in Berlin) war ein deutscher Bratscher.

## Leben
Lipka studierte Violine und Viola in Erfurt sowie an den Musikhochschulen in Weimar und Leipzig. Er errang Preise der internationalen Bratschenwettbewerbe Markneukirchen, Budapest und Genf.
1955 wurde er Konzertmeister an der Landeskapelle Eisenach und war dann von 1958 bis 1963 Solo-Bratscher des Rundfunk-Sinfonieorchesters Leipzig. Anschließend wechselte er als Solo-Bratscher zur Staatskapelle Berlin, bei der er bis 1975 tätig war. Daneben war er viele Jahre Mitglied des Streichquartetts der Deutschen Staatsoper, zusammen mit Egon Morbitzer (1. Violine), Bernd Müller (2. Violine) und Karl-Heinz Schröter (Violoncello).
1975 bis 2002 hatte er eine Professur an der Hochschule für Musik „Hanns Eisler“ Berlin  inne.
Lipka konzertierte als Solist und Kammermusiker in nahezu allen Ländern Europas und in Japan und leitete internationale Meisterkurse in Deutschland, der Schweiz, Österreich, Ungarn, Großbritannien, Finnland und Griechenland. 
Er hat zahlreiche Werke für sein Instrument für die Schallplatte eingespielt, sowohl als Solist wie auch als Kammermusiker. Dabei bevorzugte er nicht nur die klassischen Werke, sondern engagierte sich auch für zeitgenössische Kompositionen.
Zusammen mit dem Erfurter Geigenbauer Wilhelm Brückner entwickelte er 1976 ein besonders voluminöses Bratschenmodell.
2001 wurde er mit dem Sudetendeutschen Kulturpreis für darstellende und ausübende Kunst ausgezeichnet.

## Diskographie (Auswahl)
- Carl Stamitz, Konzert für Viola und Orchester D-Dur; Paul Hindemith, Der Schwanendreher; mit dem Rundfunk-Sinfonieorchesters Leipzig unter der Leitung von Herbert Kegel – Eterna, 1970